# Juan García-Gallardo
Juan García-Gallardo Frings (Burgos, 18 de março de 1991) é um advogado e político espanhol, líder da VOX em Castela e Leão. Foi eleito pelo Vox nas eleições regionais castelhano-leonesas de 2022, nas quais o partido tornou-se a terceira força política com mais votos. Formando um governo com o Partido Popular, juntando-se ao segundo governo Fernández Mañueco como vice-presidente.

## Biografia
Nasceu em Burgos, García-Gallardo é formado em Direito pela Universidad Pontificia Comillas com diploma em Estudos Jurídicos Internacionais antes de concluir um duplo mestrado em Acesso à Profissão Jurídica e Direito Empresarial pela Universidade de Deusto. Ganhou títulos regionais em equitação e participou no campeonato mundial de debates em Madrid em 2013.
Em dezembro de 2016, ingressou no escritório de advocacia do avô e do pai, junto com a sua irmã. A sociedade de advogados da família desenvolve a sua atividade nas províncias de Burgos e Madrid, destacando-se por ter defendido e continua a defender a família de María Ruiz-Mateos.

## Carreira política
Ingressou no Vox em 2020. Em janeiro de 2020, García-Gallardo foi anunciado como candidato do Vox à Presidência da Junta de Castela e Leão, nas eleições antecipadas de fevereiro para a Assembleia de Castela e Leão.
Durante a campanha, ele comprometeu-se a se aliar ao Partido Popular (PP), no poder, que passou a considerar um partido "viciado em poder". Considerou, que não haveria aliança com a formação popular a menos que o PP tomasse as políticas do Vox, que incluíam incentivos económicos para aumentar a natalidade na região.  
Nas eleições, o Vox passou de um deputado na Assembleia para treze, com 17% dos votos, o que o tornou a terceira força política na legislatura. García-Gallardo disse ao presidente autônomo Alfonso Fernández Mañueco do PP, que só formaria uma coalizão se duas leis autónomas fossem revogadas: a Lei Contra a Violência de Gênero de Castela e Leão de 2010 e a Lei de Memória Histórica e Democrática de Castela e Leão de 2018.
A 10 de março de 2022, Mañueco formou um governo de coalizão com o Vox, obtendo três dos dez ministérios regionais, incluindo García-Gallardo como vice-presidente. De acordo com o discurso de posse de Mañueco, a lei de violência de gênero que o Vox havia criticado será substituída por uma lei de violência doméstica independentemente do gênero, como o partido havia afirmado. Foi a primeira vez que uma formação política ideologicamente situada à direita do Partido Popular entrou num governo autónomo em Espanha.